# Universidade Aristóteles de Salonica
A Universidade Aristóteles de Salonica (conhecida como Universidade Aristotélica, em homenagem ao filósofo Aristóteles), é a maior universidade da Grécia. Seu campus abrange 429 hectares perto do centro da cidade de Salonica. Algumas das instalações educacionais e administrativas estão localizadas fora do campus por razões práticas e operacionais. 
Foi fundada em 1925 durante o governo de Alexandros Papanastasiu. Foi a segunda universidade grega, após a Universidade de Atenas, fundada em 1837. A UAS foi construída sobre os restos do que tinha sido o cemitério judaico de Salonica, até à trágica destruição deste durante a ocupação nazi.